# エドワード・ジェンナー
エドワード・ジェンナー（Edward Jenner、1749年5月17日 - 1823年1月26日）は、イギリスの医学者。天然痘の予防において、それまで行われていた人痘接種法(じんとうせっしゅほう)より安全性の高い種痘法（牛痘接種法）を開発した。近代免疫学の父とも呼ばれる。

## 経歴
元々はジョン・ハンターのもとで医学の教えを受けた田舎の開業医だった。

この時代、イギリスでは天然痘はしばしば流行していた。天然痘に対する予防接種は、オスマン帝国駐在大使夫人だったメアリー・モンタギューが現地で、天然痘患者の膿疱から抽出した液を健康な人間に接種する人痘接種法（人痘法）を知り1721年に帰国すると自分の娘に種痘接種を施してイギリス上流階級に広めた。ただ、この予防法では接種を受けた者の2パーセントは重症化して死亡するなど、危険を伴うものであった。

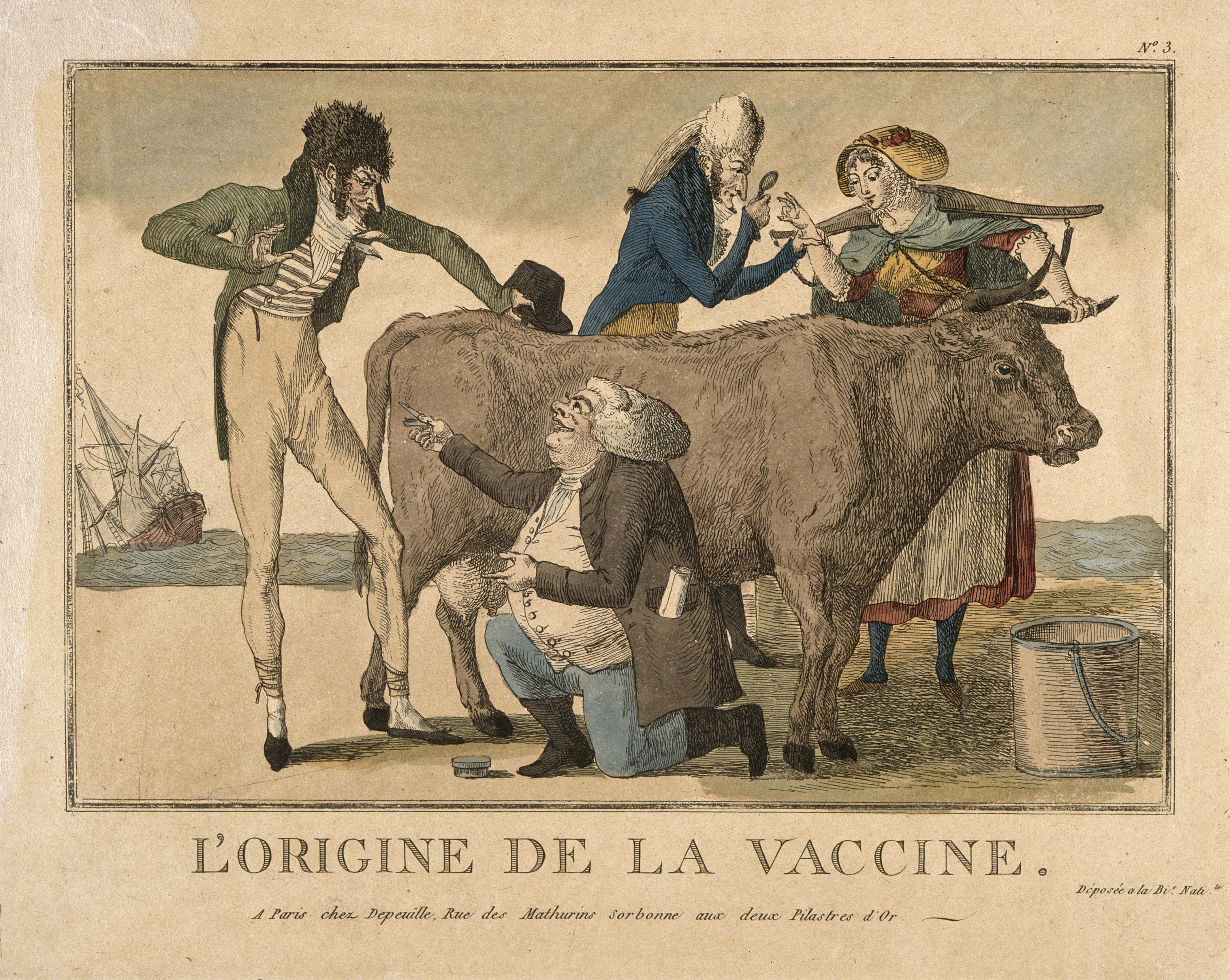
搾乳婦の牛痘を調べるジェンナー

ジェンナーが医師として活動していた頃には、乳搾りなどをして牛と接することによって自然に牛痘にかかった人間は、その後天然痘にかからないという農民の言い伝えがあった。天然痘に比べると、牛痘ははるかに死亡率の低い安全な病気であった。ジェンナーはこれが天然痘の予防に使えないかと、1778年から18年にわたって研究を続け、1796年5月14日、ジェンナーの使用人の子であるジェームズ・フィップスという8歳の少年に牛痘を接種した。少年は若干の発熱と不快感を訴えたがその程度にとどまり、深刻な症状はなかった。6週間後にジェンナーは少年に天然痘を接種したが少年は天然痘にはかからず、牛痘による天然痘予防法が成功した。一部の伝記や偉人伝等では「自分の息子に試した」「フィップスはジェンナーの実の息子」と記述されている場合があるが、自分の息子に試したのは、この牛痘接種の7年前の天然痘接種であり、文献などへの取材が不十分なまま混同して言い伝えられているものである。
1798年、これを発表し、その後、種痘法はヨーロッパ中に広まり 1802年、イギリス議会より賞金が贈られたが医学界はこの名誉をなかなか認めなかった。また一部の町村では、牛痘を接種すると牛になると言われて苦労したが、接種を「神の乗った牛の聖なる液」と説明したと言われる。しかしその後の天然痘の大流行を機にジェンナーの種痘法は急速に普及し、彼は「近代免疫学の父」と呼ばれるようになった。その後天然痘ワクチンは改良されて世界で使われ、1980年には天然痘の根絶が宣言された。1789年王立協会フェロー選出。
鳥の習性にも造詣が深く、カッコウの托卵や鳥の渡りを研究した事でも知られている。

## 著書の日本語訳

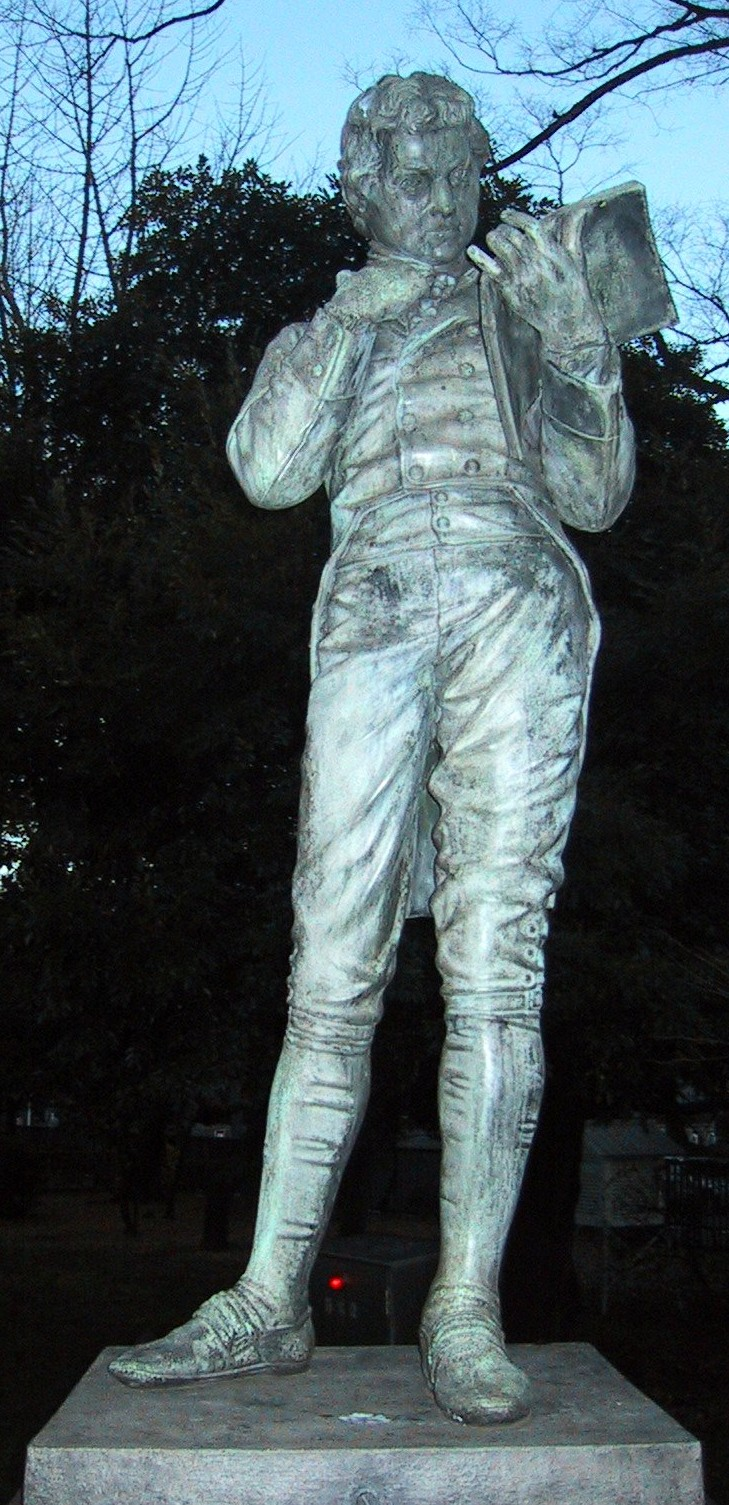
種痘発明100年を記念して制作されたジェンナーの銅像、東京国立博物館

- エドワード・ジェンナー『種痘法の発見』長野泰一、佐伯潔 訳編、大日本出版〈科學古典叢書 5〉、1944年。doi:10.11501/1078490。 NCID BA39033613。全国書誌番号:47033834。NDLJP:1078490。
- 『牛痘についてのその後の観察』添川正夫 訳 近代出版 1981年
- エドワード・ジェンナー『牛痘の原因および作用に関する研究』梅田敏郎 解説・訳、講談社、1983年3月。ISBN 978-4-062-00553-1。 NCID BN10866415。全国書誌番号:83047207。
  - 酒井シヅ「エドワード・ジェンナー『牛痘の原因および作用に関する研究』」『医学図書館』第33巻第2号、日本医学図書館協会、1986年、97-98頁、doi:10.7142/igakutoshokan.33.97、ISSN 0445-2429、NAID 130002021881。

## 伝記など
- 平野威馬雄『ジェンナー 種痘の父』 ポプラ社 偉人伝文庫 1951年
- 真鍋呉夫『少年少女世界伝記全集 4 （イギリス編） ジェンナー』講談社 1961年
- 朝枝善照『ジェンナー(善那先生)の頌徳碑』 永田文昌堂 1991年
- 千葉省三『おもしろ科学史ライブラリー 9 〈人体・医学〉伝染病とたたかう 「ジェンナー」「パスツール」』 あかね書房 1994年
- 加藤四郎『ジェンナーの贈り物 天然痘から人類を守った人』菜根出版 1997年
- 岡田晴恵『コミック版世界の伝記 ジェンナー』ポプラ社 2021年

## 関連書籍
- 山崎光夫『ジェンナーの遺言』（文芸春秋 1986年、のちノンポシェット）の表題作中編は天然痘を扱ったミステリだがジェンナーが登場するわけではない。